# Meeder
Meeder település Németországban, azon belül Bajorországban. Lakosainak száma 3630 fő (2023. december 31.).

## Népesség
A település népessége az elmúlt években az alábbi módon változott:
| Lakosok száma | 3751 | 1758 | 3807 | 3764 | 3730 | 3695 | 3724 | 3682 | 3638 | 3630 |
|               | 1970 | 1975 | 2011 | 2012 | 2014 | 2015 | 2017 | 2019 | 2022 | 2023 |